# نبرد قادسیه
نبرد قادسیه (عربی: مَعركة القادِسية) نبردی است که در شوال سال ۱۵ هجری قمری برابر با نوامبر ۶۳۶ میلادی میان سپاه خلیفهٔ دوم عمر بن خطاب به فرماندهی سعد بن ابی وقاص و سپاه ایران ساسانی به فرماندهی رستم فرخزاد در ناحیهٔ قادسیه رخ داد و لشکر مسلمانان پس از چهار روز نبرد سخت و شدید توانستند در مقابل سپاه ساسانی پیروز شوند. در این نبرد درفش کاویانی، و غنائم بسیار دیگری به دست مسلمانان افتاد و برخی از فرماندهان بزرگ لشکر ساسانی از جمله رستم فرخزاد، بهمن جادویه و بندوان نیز کشته شدند.
در منابع، نیروهای سپاه اسلام و ایران در نبرد قادسیه، بسیار متفاوت ذکر شده است. به گفتهٔ تورج دریایی نوشته‌های مورخان اسلامی معمولاً تعداد سربازان ایران را صدها یا هزاران نفر بیشتر و چندین برابر تعداد سربازان تازی گزارش کرده‌اند که هدف از آن بزرگ‌نمایی و برجسته نمودن پیروزی‌های مسلمانان تازی است.
اگرچه جریان نبرد قادسیه درآغاز به سود سپاهیان ساسانی که به فیل‌های جنگی و سلاح‌های جنگی پیشرفته‌تر مانند تیرهای پنچگان، گرز، تبرزین و شمشیرهای دو لبه بودند، پیش می‌رفت اما در میانه‌های جنگ با خسته شدن دو سپاه و رسیدن نیروی تازه‌نفس مسلمان از جبههٔ شام، نتیجهٔ نبرد به سود مسلمانان برگردانده شد. با شکست سپاه ساسانی، بسیاری از ایرانیان ناراضی از جمله دیلمیان به سپاه تازیان پیوستند و تازیان دو ماه بعد از پیروزی در نبرد قادسیه به قصد اشغال مدائن لشکر خود را به حرکت درآوردند.

## پیش‌زمینه
جنگ ۲۵سالهٔ ایران و روم که از ۶۰۲ تا ۶۲۸ به طول انجامید، زمینه‌ساز پیدایش خلافت اسلامی به‌عنوان یک امپراتوری جدید شد. این جنگ نظم سیاسی را که طی سه سده بر این منطقه حاکم بود، فروریخت و خلأ قدرتی را پدیدآورد، که در پی آن سپاهیان مسلمان عرب آن دو امپراتوری را شکست دادند و امپراتوری نوپدید خلافت را بنا نهادند. به نوشتهٔ هاوارد-جانسون ساسانیان به علت زوال اقتصادی، مالیات‌های سنگین برای تأمین مالی لشکرکشی‌های خسروپرویز و قدرت‌گیری شاهان محلی در برابر پادشاه بیشتر تضعیف شدند، ضعف امپراتوری ساسانی درست پس از قتل خسروپرویز در سال ۶۲۸ آغاز شد. به دلیل وضعیت نابسامان دربار و همچنین ضعف فوق‌العادهٔ ارتش و همین‌طور نبود شخصیتی که بتواند در حد و اندازه‌های انوشیروان و شاپور عمل کند، اوضاع ایران بسیار آشفته شده بود. ضعف و ناتوانی ساسانیان به حدی رسیده بود که در ظرف ۴ سال از قتل خسرو پرویز تا به تخت نشستن یزدگرد سوم، ۱۲ پادشاه به روی کار آمدند و کنار رفتند، که وضعیت ناگوار این سلسله را در سال‌های آخر خود اثبات می‌کند. در بهار ۶۳۲، یزدگرد سوم، یکی از نوه‌های خسرو نخست، که مخفیانه در استخر زندگی می‌کرد، به تخت شاهنشاهی نشست. در همان سال، نخستین قبیله‌های مهاجم عرب، که حالا تحت پرچم اسلام با هم متحد شده بودند، به قلمروهای ساسانی رسیدند. بر طبق گفتهٔ هاوارد-جانسون، سال‌ها جنگ و خون‌ریزی هم ایرانی‌ها و هم بیزانسی‌ها را ضعیف و فرسوده کرده بود. ساسانیان علاوه بر آن بر اثر زوال اقتصادی، مالیات‌ستانی سنگین از مردم، آشوب دینی، طبقه‌بندی اجتماعی سخت‌گیرانه، مردمشان را خشمگین و چون آتشفشان‌های درپی انفجار کرده بودند، به‌علاوهٔ قدرت‌گیری فزاینده زمین‌داران ایالتی، و سرنگونی پی‌درپی شاهان، حتی ضعیف‌تر از پیش شدند، که باعث تسهیل شدن تسخیر ایران توسط اعراب شد.
از سوی دیگر، با روی کار آمدن ابوبکر نخستین خلیفهٔ مسلمانان، فکر گسترش دین اسلام موجب شد که اعراب به سرزمین‌های دولت ساسانی و روم روی آورند. لشکری مهم به فرماندهی ابوعبید بن الجراح سپاهیان را به سوی شام هدایت کرد و در سال ۱۲ ه‍.ق در یرموک با سپاه عاجز هراکلیوس امپراتور روم رو به رو شد که تازه از جنگ با دولت ساسانی بازگشته بود و در سال ۱۳ ه‍.ق رومیان را شکست داد؛ بدین ترتیب راه جبل حوران و دره رود اردن به دست مسلمانان افتاد. در همین حین لشکری دیگر به فرماندهی خالد بن ولید به سوی عراق روانه شد، اوضاع آشفتهٔ ایران و چندی بعد شاه شدن پوراندخت دختر خسرو پرویز موجب شد که مثنی بن حارثه شیبانی از قبیلهٔ بکر بن وائل و سوید بن قطبه عجلی از قبیلهٔ ائل، لشکری گردآوری کنند و به قسمت‌های مرزی ایران تاخته و مردم را غارت نمایند. مثنی که از ناحیهٔ حیره، دولت ساسانی را مورد حمله قرار داده‌بود با نامه‌ای که برای ابوبکر فرستاد از اوضاع آشفته ایران گفت و درخواست نیروی نظامی‌کرد؛ ابوبکر، خالد بن ولید را برای نبرد با ساسانیان انتخاب کرد. خالد به بانقیا، باروسما و آلیس که بر سر راهش بود تاخت و با پیروزی های مکرر آنان را به پرداخت جزیه واداشت و سپس به سوی حیره، که تحت حکمرانی ایاس بن قیصه بود، روانه شد؛ ایاس و مردم حیره که از اوضاع نابه‌سامان حکومت ساسانی مطلع بودند، مانند بیشتر شهرهای عرب‌نشین دولت ساسانی پرداخت جزیه را در برابر جنگ و اسلام پذیرفتند؛ سپس در جنگ زنجیر، هرمز، یکی از مرزبانان ایرانی به مقابله با خالد در منطقه حفیر شتافت اما در این نبرد کشته شد و سپاهش نیز شکست خورد.
با این حال هنوز اعراب از پیشروی در خاک ایران هراس داشتند؛ اما با مرگ ابوبکر، عمر روی کار آمد و با مثنی بن حارثه که خواستار جنگ با ایرانیان بود موافقت کرد. در این زمان ایران اوضاع داخلی بسیار آشفته‌ای داشت؛ شهربراز از تخت سلطنت پایین کشیده‌شده و به قتل رسیده‌بود و آزرمیدخت به دست رستم فرخزاد کور و از سلطنت خلع گشته بود، اما در این بین بهمن جادویه توانست سپاه مسلمانان را در نبرد پل واقع در ساحل فرات شکست دهد؛ اعراب وادار به عقب‌نشینی شدند و زمانی که جادویه قصد تعقیب آنان را داشت اوضاع بهم ریختهٔ داخلی مانع او شد؛ بهمن نیز به مدائن بازگشت.

## مقدمات نبرد قادسیه
عمر نیروی جدیدی برای یورش به عراق اعزام کرد که منجر به بازپس گرفتن حیره شد. ساسانیان که نسبت به خطر اعراب آگاهی پیدا کرده بودند لشکر سلطنتی را تحت فرماندهی رستم فرخ‌زاد به نبرد با اعراب در محل قادسیه فرستادند. تخمین میزان لشکریان دو گروه آسان نیست. به‌گفتهٔ ریچارد فرای احتمالاً ایرانیان از اعراب بیشتر بودند اما نه در آن حدی که منابع می‌نویسند. در این جنگ اعراب پیروز شده و رستم فرخ‌زاد کشته شد. چندین هزار نفر از ایرانیان در جنگ علیه ساسانیان همراه اعراب بودند.

## نیروها

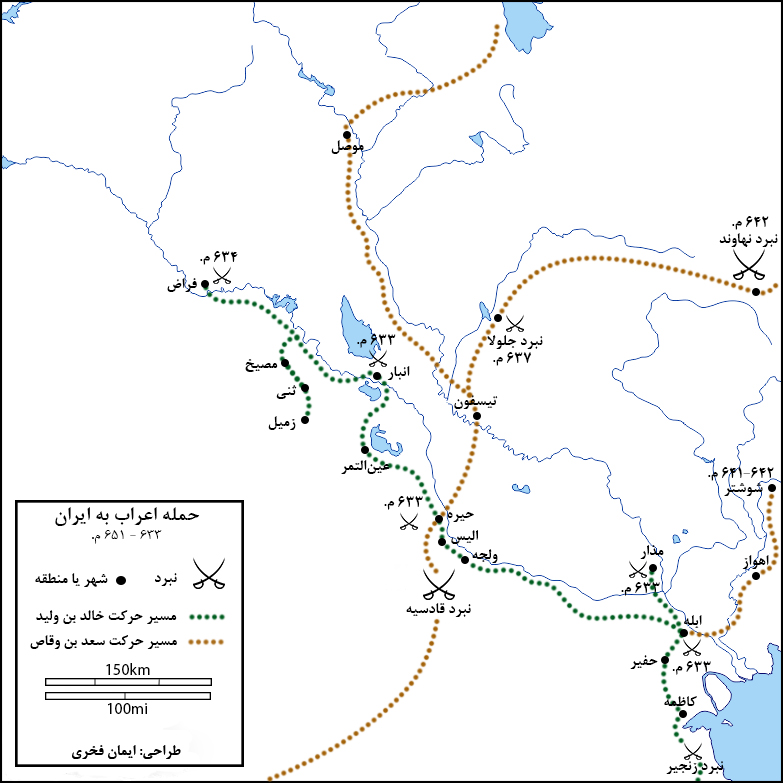
نقشهٔ مسیرِ حرکتِ مسلمانانِ برای فتحِ ایران

نیروهای سپاه اسلام و ایران در نبرد قادسیه، بسیار متفاوت ذکر شده است و منابع مختلف هر یک از آماری جدید صحبت می‌کنند و معمولاً نظر بر آن است که تعداد سپاه ایران بسیار بیشتر از سپاه اسلام بوده است. اینگونه به نظر می‌رسد که تعصب و علاقهٔ مورخان اسلامی به دین اسلام تأثیر شگرفی بر راویان عرب گذاشته است و این ارقام بزرگی که در مورد سپاه ایران ذکر شده است تنها جهت بزرگ نشان دادن تلاش و جهاد اعراب بوده است؛ زیرا امکان گردآوری سپاهی با آن تعداد، با توجه به مرزهای طولانی ایران و مشکلات داخلی دولت ساسانی، وجود نداشته است.

### سپاه اسلام
در سال ۶۳۵ م سعد بن ابی‌وقاص توسط خلیفه، عمر بن خطاب سردار سپاه عرب شد و به سوی قادسیه حرکت کرد؛ اما به علت بیماری، وارد میدان نبرد نشد و از دور به تماشای آن پرداخت و به جای خود خالد بن عرفطه را وارد میدان کرد. براساس گفته ابو طایل، نفرات این سپاه کمتر از هفت هزار نفر بوده است و تعداد ایرانیان را چیزی حدود چهار برابر این عدد ذکر کرده است و ابن اثیر تعداد اعراب را سی هزار نفر می‌گوید، اما بلاذری می‌نویسد: «سعد، هنگامی که به عراق می‌رفت، سه ماه در ثعلبیه مقام کرد تا مردم بسیار به وی پیوستند.» ولی در ادامه تعداد سپاهیان اسلام را بین نه تا ده هزار نفر اعلام می‌کند؛ درحالی که خود پیشتر می‌گوید مردم بسیاری به سعد پیوستند و حمدالله مستوفی می‌گوید که در نبرد قادسیه لشکر بزرگی همراه با سعد و به فرمان عمر به جنگ با ایرانیان فرستاده شده است. چنان‌که گفته شده است هفتاد تن از جنگجویان بدر و سیصد نفر از کسانی که در فتح مکه بودند و هفتصد نفر نیز از فرزندان صحابه پیامبر هم در این سپاه حضور داشتند.
دینوری معتقد است که سعد با سپاهی بیست هزار نفره حرکت کرد و در قادسیه سپاهیان دیگر به او پیوستند. سپاه اسلام در برابر فیل‌های سپاه ایران شترهای خود را به کار گرفت و سعد این عملیات را با استفاده از ایرانیان مسلمان شده در سپاهش که تعداد آن‌ها هم بسیار قابل توجه بود، به انجام رساند.
براساس روایات با وجود آن که تعداد اعراب از ایرانیان کمتر بود اما آنان با هدفی مشخص و آماده به جنگ آمده‌بودند و تمامی آن‌ها سواره‌ها و پیاده‌های جنگی بودند که پیش از آن نیز طعم جنگ را چشیده بودند و هدف‌های مادی و معنوی که داشتند نیز به آنان انگیزهٔ نبرد می‌داد. در این نبرد سلمان فارسی، پیشوا و هادی سپاه، عبدالرحمن بن ربیعه، قاضی عسکر و لشکرنویس سپاه نیز زیاد بن ابیه بود. خالد بن عرفظه امیر کل و جانشین سعد در قلب سپاه قرار گرفته‌بود و امرا او را احاطه کرده بودند و پس از آن‌ها امیرهای پایین مقام‌تر قرار گرفتند و بعد علمدارها، فرماندهان و سپس تعدادی مراقب، مبلغ و مأموران ابلاغ قرار داشتند. عده‌ای شاعر و قاریان قرآن هم در سپاه و بین افراد حضور داشتند که با سخنانشان، سپاهیان را تشویق می‌کردند و آنان را به هیجان می‌انداختند.
سعد سپاهیان خود را به دسته‌های ده نفری تقسیم کرد و مسلمانان با اعتبار و فرماندهان جنگی که در جنگ‌های رسول خدا شرکت داشتند را به عنوان سردستهٔ این گروه‌ها برگزید و عدهٔ دیگر از مسلمانان باسابقه را نیز به عنوان پرچمدار انتخاب کرد و قسمت‌های مختلف سپاه را با پیشتازان، زبده سواران و پیاده‌ها و سواران فرمانده پوشش داد؛ وی تعدادی طبیب را نیز با آنان همراه کرد. در این نبرد، مردم بادیه نیز دعوت مسلمانان را پذیرفتند و در نبرد با آن‌ها همراه شدند؛ برخی از آنان پیش از نبرد و برخی پس از جنگ مسلمان گشتند. در میانه‌های جنگ نیز از شام نیروی کمکی به سپاه سعد رسید؛ عدهٔ بسیاری از مسلمانان ایرانی یمن و بحرین نیز در این نبرد و علیه ساسانیان حضور داشتند و در کنار آنان تعدادی مجرم، مانوی و مزدکی که از کشور فرار کرده‌بودند به سپاه اسلام پیوستند و این راه را بهترین راه برای رسیدن به اهدافشان دانستند.
گفته شده اعراب سلاح چندانی نداشتند و ایرانیان تیرهای آنان را با نام دوک می‌خواندند، آنان شمشیرهایشان را با پوست درخت خرما به کمرهایشان آویزان می‌کردند و اغلب اعراب فاقد زره بودند و از پالان شتر به جای سپر بهره می‌جستند و البته که همین نقص در سلاح‌ها و ابزارها باعث چالاکی و سبکی سپاه عرب شده‌بود.
در این جنگ زن‌های عرب نقش چشمگیری داشتند، آنان که هزاران نفر بودند به سپاهیان سعد آب می‌رساندند، مجروحان را یاری می‌کردند، کشته‌شدگان را دفن می‌کردند، در مقابل مجروحان سپاه ایران را می‌کشتند و غارتشان می‌کردند.

### سپاه یزدگرد سوم
براساس گفتهٔ ابو طایل سپاه ایران حدود سی هزار نفر بوده است؛ اما طبری سپاه یزدگردی را به سه بخش تقسیم می‌کند: بدین صورت که مقدمه‌ای با چهل هزار نفر به فرمان رستم فرستاده می‌شوند و خود با شصت هزار تن دیگر به حرکت درمی‌آید و دنباله‌ای بیست هزار نفره سپاه را همراهی می‌کردند و در ادامه این چنین می‌نویسد:
| « | عمرو گوید: رستم با صد و بیست هزار کس حرکت کرد که همه متبوع بودند و با تبعه بیشتر از دویست هزار کس بودند، از مداین با شست هزار کس درآمده که همه متبوع بودند. | » |

سپس از زبان یک سرباز اسیر شده پارسی می‌گوید: «سپاه ایران دارای هفتاد هزار نیرو بوده است.» که این رقم در ناسخ التواریخ نیز تکرار شده است و بعد از زبان شعبی می‌گوید: «سپاه ایران دارای سی فیل بوده است که چهار هزار نفر هر فیل را همراهی می‌کردند و در مجموع ایرانیان صد و بیست هزار نفر بوده‌اند.» بلاذری که از سپاه ایران به عنوان کافران یاد می‌کند نیز در مورد نفرات سپاه رستم، نظری همانند شعبی دارد و براساس روایات نیمی از سپاه ایران را خدمه و پیاده‌نظام‌های روستایی که نه تعلیم دیده بودند و نه سلاح داشتند، تشکیل داده‌بود و ابن اثیر در نوشته‌های خود تعداد فیل‌های سپاه ایران را سی و سه فیل ذکر کرده است.
در این نبرد سپاه ایرانی به گونه‌ای سامان یافته‌بود که رستم فرخزاد در قلب آن قرار گرفته‌بود و هرمزان در جناح راست و مهران رازی در جناح چپ حضور داشت، فیروزان نیز امیر پیادگان بود و گلینوش مقدمهٔ سپاه را فرماندهی می‌کرد و همراه با بهمن جادویه پیشاپیش سپاه حرکت می‌کرد. سپاه دارای سی و سه فیل بود که فیل سفیدی پیشاپیش باقی فیل‌ها قرار داشت، هجده فیل در قلب سپاه و نزدیک به رستم قرار گرفته‌بودند و هشت فیل در جناح راست و هفت فیل هم در جناح چپ بودند. هر فیل تختی را حمل می‌کرد و بر هر تخت تعدادی تیرانداز، تبردار و زوبین‌افکن سوار بودند. همچنین براساس روایات افراد در هر صف با زنجیر به یکدیگر متصل شده‌بودند و به این ترتیب دشمن نمی‌توانست به درون صف‌ها نفوذ کند. در این نبرد ایرانیان تنوع زیادی در سلاح داشتند و از ابزارهای بسیار استفاده می‌کردند که این ابزار عبارت بودند از:
زره، کلاهخود، بازوبند، زانوبند، موزه و سپر، شمشیر دو لبه، نیزه، تیر و کمان، تیرهای پنچگان، گرز، تبرزین و در آخر سلاحی که به آن «کمند» می‌گفتند؛ سپاهیان ماهر آن را بر روی دشمن می‌انداختند و توسط قلاب آن را می‌کشیدند تا فرد کشته شود.

### دیلمیان
در آغاز نبرد قادسیه، چهار هزار سوار دیلمی با سپاه رستم همراه شدند؛ اما هیچ‌کدام از آنان در نبرد شرکت نکردند. آنان سپاه مخصوص خسرو پرویز بودند و توسط خود او انتخاب شده‌بودند. هنگامی که خسرو پرویز کشته شد غم و ناراحتی بر آن‌ها چیره شد و حس بیگانگی در آن‌ها جریان یافت. هنگامی که رستم روانهٔ قادسیه شد، با او همراه شدند اما در حین نبرد ایرانیان را یاری نکردند و تنها به تماشای جنگ ایستادند. این عمل دیلمیان موجب تعجب سعد و دیگر مسلمانان شد، پس مغیرة بن شعبه که با زبان پارسی آشنا بود به سوی آن‌ها رفت و علت شرکت نکردن آن‌ها را در جنگ جویا شد و در جواب، آنان خود را بی‌پناهانی خواندند که خواستار اسلام هستند و خود را از دیگر ایرانیان متفاوت دانستند، آن‌ها بر این باور بودند که در بین ایرانیان دیگر نیکنام نیستند. هنگامی که سعد این سخنان را از مغیرة شنید، آنان را پذیرفت و پس از آن‌که دیلمیان مسلمان شدند با انتخاب خود به قبیلهٔ تمیم پیوستند و پس از آن در جنگ‌های دیگر بین مسلمانان و ایرانیان در سپاه اسلام جنگیدند که از جملهٔ این نبردها می‌توان به جنگ مدائن و نبرد جلولا اشاره کرد.

## موقعیت نبرد
بر اساس اسناد، قادسیه شهر کوچکی بوده است در عراق که در حدود پانزده فرسنگی شهر کوفه قرار داشته است. ابوالفداء در تقویم البلدان اینگونه بیان کرده است: 
| « | در ازای عراق از شمال به جنوب از حدیثه است تا آبادان، بر مصب آن دریای فارس و پهنای آن از غرببه شرق، از قادسیه تا حلوان، پس حدیثه در وسط حد شمالی آن است با اندک میلی به مغرب؛ و قادسیه در وسط حد غربی است با اندک میلی به جنوب و آبادان در وسط حد جنوبی است با اندک میلی به مشرق. | » |

به گفته او، قادسیه شهری کوچک در حاشیهٔ بیابان و کنار سواد عراق بوده است که در قسمت شرقی آن نخلستان قرار داشته است. طبری در نوشته‌های خود به نامه‌ای از زبان سعد بن ابی‌وقاص به خلیفهٔ مسلمانان عمر، اشاره می‌کند که در آن قادسیه را محلی در میان خندق و عتیق به تصویر کشیده است و بیان داشته که در سمت چپ آن رودی سبز قرار دارد که درون آن قابل مشاهده است و تا حیره امتداد می‌یابد و در سمت راست آن نیز مردابی قرار دارد. 

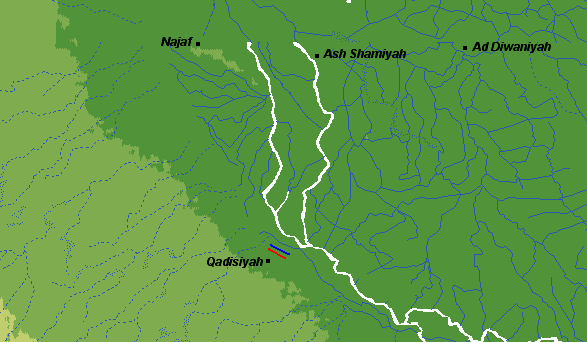
موقعیت قادسیه

قادسیه یک شهر عرب‌نشین بود که فرات در غرب آن جریان داشت. اعراب به توصیهٔ مثنی بن حارث شیبانی در خاک ایرانیان با آنان روبه‌رو نشدند و در نزدیک‌ترین صحرای عرب‌نشین به آنان نبرد را آغاز کردند تا در صورت شکست، راه فرار داشته باشند. در دیگر منابع نوشته شده است، قادسیه شهر کوچکی در پنجاه مایلی کوفه بوده و موقعیتی مرزی داشته است و در فاصلهٔ چهار تا شش مایلی آن محلی به نام عذیب قرار داشته که محل اردوگاه سپاه سعد بن ابی‌وقاص بوده است.

### علت آغاز نبرد
از نظر ایرانیان به ویژه رستم فرخ‌زاد علت حملهٔ اعراب به سرزمین‌های ایرانی چیزی جز تنگی روزگار و گرسنگی نبود و به همین خاطر هنگامی که فرستادگان عرب وارد اردوگاه ایرانیان شدند، رستم فرخزاد به آنان پیشنهاد داد که برای اعراب خرما و غلات و آذوقه بفرستند. اما اعراب گسترش دین اسلام را دلیل حملهٔ خود به خاک ایران می‌دانستند و در صورتی که ایرانیان اسلام را نمی‌پذیرفتند باید جزیه می‌پرداختند، در غیر این صورت باید آمادهٔ جنگیدن می‌شدند. عده‌ای نیز بر این باورند که حمله سپاه ابوبکر، برای گسترش اسلام نبوده و برای کسب ثروت این حملات انجام شده است.

## نمایندگان عرب در دربار یزدگرد سوم
همزمان با فتح شهر دمشق در سوریه توسط اعراب، تعلل رستم در حمله به سپاه سعد موجب شد، تعدادی از بزرگان قبایل عرب که از اشراف محسوب می‌شدند به عنوان نمایندگان سعد به دربار شاه فرستاده شوند و بر اساس برخی روایات این عمل با اجازهٔ رستم فرخزاد صورت گرفت.
نعمان بن مقرن، عطارد بن حاجب، جریر بن عبدالله بجلی، مغیرة بن زراره، طلیحة بن خویلد، اشعث بن قیس، حنظلة بن الربیع، حارث بن حسان، عاصم بن عمرو، فرات بن حیان، مغیره بن شعبه، عدی بن سهیل، مثنی بن حارثه و عمرو بن معدیکرب، افرادی بودند که از سپاه اعراب جدا و راهی دربار یزدگرد سوم شدند و با وجود آن که ظاهر آنان موجب تمسخر مردم شده‌بود، یزدگرد آنان را با احترام به حضور خود پذیرفت و وزرا و درباریان را به همراه مترجم احضار کرد و مجلسی شاهانه ترتیب داد. هنگامی که آنان به دربار رسیدند مدتی برای ورود توسط دربان و حاجب معطل شدند و در این مدت، سادگی، خشونت آنان و از طرفی دیگر اسب‌ها و لباس‌هایشان باعث تجمع مردم شده‌بود، هر سوار تازیانه‌ای در دست داشت و اسب‌ها بیش از اندازه معمول شیهه می‌کشیدند. هنگامی که به بارگاه یزدگرد راه یافتند نعمان بن مقرن با موافقت همراهانش شروع به سخن گفتن نمود و در جواب سؤال یزدگرد در مورد حملات و غارت‌های اعراب در سرزمین ایران، از رحمت خداوند و پیامبری که برایشان فرستاده‌بود و دعوت به دین اسلام گفت و سپس اینگونه ادامه داد:
| « | اکنون ما شما را به این دین دعوت می‌کنیم که این کیش هر چیز نیکو را نیکو دانسته و هر بدی را بد شمرده است اگر قبول نکنید یکی از دو کار که آسان‌تر است دادن جزیه است بگردن گیرید اگر نه جنگ است و دیگر هیچ. اگر اجابت کنید ما کتاب خداوند (قرآن) را نزد شما گذاشته که به احکام آن عمل کنید و ما شما را به حال خود گذاشته عنان پیچیده برمی‌گردیم و مملکت شما را به شما واگذار می‌کنیم و اگر نه جزیه را بدهید که ما خود هم حامی و نگهبان شما خواهیم بود و اگر نه با شما جنگ خواهیم کرد. | » |

 پس یزدگرد زبان به تحقیر اعراب گشود، آنان را زبون و سیه روز خواند و از آنان خواست غرور خود را کنار بگذارند و امیدوار باشند که به آنان رحم کند، مغیرة تمام سخنان او را در مورد اعراب تأیید کرد و خود نیز از بیچارگی‌های عرب سخن گفت؛ وی سپس سخن خود را با شرح بعثت پیامبر ادامه داد و در آخر با زبانی تند و ناخوشایند سه پیشنهاد را بازگو کرد، نخستین پیشنهاد، آن بود که با خفت به دادن جزیه تن دهند، پیشنهاد دوم جنگ و سومین پیشنهاد قبول اسلام بود. این سخنان موجب غضب شاه شد، پس یزدگرد با بیان آن‌که اگر نماینده و فرستاده نبودند و اگر کشتن سفیر ممکن بود، خون آن‌ها را می‌ریخت آنان را با این سخن که «هیچ چیز نزد من ندارید، برخیزید و بروید.» از بارگاه خود بیرون راند، سپس دستور داد یک بار خاک آورده و بر دوش بزرگ‌ترین نمایندگان بگذارند و او را با خفت از دروازهٔ مدائن بیرون کنند. نمایندگان از دربار ایران خارج شدند و به سوی قوم خود حرکت کردند و زمانی که به نزدیکی اعراب رسیدند رستم فرخزاد از حال آنان باخبر شد و شخصی را فرستاد تا خاک را از آنان پس بگیرد، اما نماینده به آنان نرسید و آنان خاک را نزد سعد برده و سخنان یزدگرد را بازگو کردند. رستم این عمل ایرانیان را، یعنی دادن خاک به دست اعراب را به فال بد گرفت؛ اما سعد آن را فالی نیک پنداشت و رو به اعراب گفت ما خاک آنان را گرفتیم.
بر اساس روایتی دیگر، عمر که از عاقبت جنگ با ایرانیان هراس داشت با نوشتن نامه‌ای به سعد امر کرد نماینده‌ای به سوی یزدگرد و فرماندهٔ کل سپاه ایران فرستاده و با پیشنهاد اسلام یا جزیه، صلح را برقرار کنند. سعد نیز مغیرة بن شعبه را نزد رستم فرستاد اما رستم در جواب دعوت به اسلام او سخن از تنگدستی آنان و بخشیدن آذوقه به میان آورد، پس مغیره اینگونه به او پاسخ داد:
| « | خداوند رسول خود را بر ما فرستاد و ما را به قبول دعوت او نیک‌بخت گردانیده و ما را به جهاد با مخالفین مأمور ساخته تا در این راه بکوشیم و ایشان را به پذیرفتن جزیه و قبول خواری واداریم اگر به این جمله دست ایمان و اطاعت ندهید شمشیر بین ما و شما حاکم خواهد بود. | » |

رستم با شنیدن این سخن خشمگین گشت و کشتن تمامی آنان را وعده داد. پس از آن سعد دو تن از سران عرب را نزد رستم فرستاد و آنان خواستار حضور در دربار یزدگرد شدند و با موافقت رستم نزد یزدگرد رفتند، اما دعوت یزدگرد توسط اعراب به اسلام موجب خشم او شد، پس فرستادگان را با این جمله که اگر سفیر نبودید دستور قتل شما را می‌دادم، از بارگاه خود بیرون راند.

## شرح نبرد
بر اساس روایات، یزدگرد سوم از طریق مشورت با ستاره‌شناسان دربار، زمان این نبرد را تعیین کرده‌بود. ۱۸ ماه پس از فتح نخیله، سپاه اسلام به فرماندهی سعد بن ابی‌وقاص و سپاه ایران به فرماندهی رستم فرخزاد، والی خراسان به سوی قادسیه حرکت کردند تا در برابر یکدیگر قرار گیرند، اما هراس عمر از عاقبت جنگ و نارضایتی رستم از این نبرد موجب شد که دو سپاه مدتی در اردوگاه خود باقی بمانند و از حمله خودداری کنند. در این مدت سعد با پیشنهاد جزیه یا اسلام، سعی داشت که صلح را برقرار کند؛ اما سرانجام پس از چهار ماه گفتگو این نبرد در ژوئن سال ۶۳۷ م/جمادی‌الاولی سال ۱۶ ه‍.ق اتفاق افتاد.
ایرانیان با پر کردن رود عتیق به دستور رستم قدم به خاک قادسیه گذاشتند و نبرد قادسیه را آغاز کردند، این نبرد چهار روز طول کشید که آن را مهم‌ترین و بزرگ‌ترین نبرد بین ایرانیان و سپاه اسلام دانسته‌اند و اعراب مطابق عادتشان برای هر روز نامی برگزیدند. آنان نخستین روز جنگ را یوم ارماث گفتند و یوم اغواث نامی بود که بر روی روز دوم نبرد گذاشتند، روز سوم را یوم عماس و روز چهارم را نیز یوم القادسیه نامیدند. اعراب علاوه بر آن‌که چهار روز نبرد را نامگذاری نمودند، شب سوم نبرد را نیز لیلة الهریر نامیدند.

### روز اول

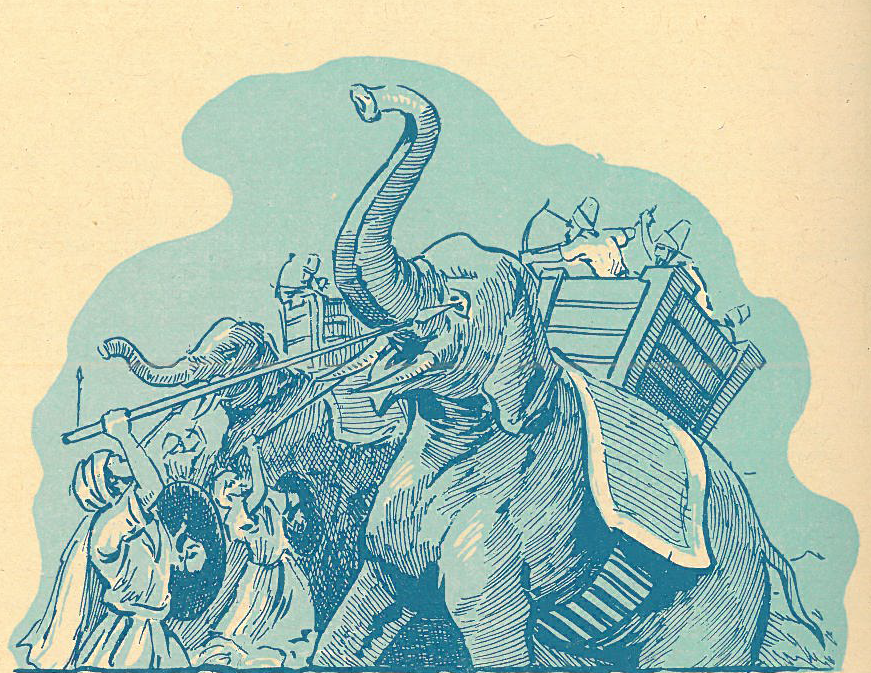
حملهٔ اعراب و آسیب رساندن به فیل‌های سپاه ایران.

روزی که نبرد قادسیه آغاز شد را «یوم ارماث» می‌گویند. جنگ با رجزخوانی‌های دو طرف و درگیری‌های تن به تن آغاز شد و تا پاسی از شب ادامه یافت. سپاه ایران فیل‌های خود را وارد صحنهٔ نبرد کرده‌بود و فیل‌ها به جناح راست و چپ هجوم بردند، نیروها را پراکنده کردند و به قلب سپاه نیز آسیب سختی وارد کردند؛ اما زمانی که اعراب تصمیم به گریختن گرفته بودند، سعد با کمک گرفتن از ایرانیان داخل سپاه اسلام و همچنین یاری افراد قبیلهٔ تمیم توانست سپاه خود را نجات دهد. طبری این چنین می‌نویسد:
| « | به روز ارماث وقتی سعد دید که فیل گروه‌ها را پراکنده می‌کند و کار خویش را از سر گرفته، کس پیش ضخم و ملسم و رافع و عشفق و دیگر یاران پارسی آن‌ها که مسلمان شده‌بودند، فرستاد که بیامدند و از آن‌ها پرسید: جای حساس فیل کجاست؟ گفتند: خرطوم و چشم‌ها وقتی آسیب بیند، دیگر کاری از فیل ساخته نیست. | » |

به این ترتیب کمک و راهنمایی ایرانیان، موجب حملهٔ مسلمانان به فیل‌داران شد و فیل‌ها نیز زخمی و فلج شدند و از طرف دیگر عاصم بن عمرو و افراد قبیله‌اش که سوارکارانی شجاع و آموزش دیده بودند به درخواست سعد، از پشت به فیل‌ها حمله کردند و کمانداران سپاه نیز تمام فیل سواران را هدف قرار دادند و هنگامی که فیل‌سواران مشغول دفاع از خود بودند عاصم و همراهانش با بریدن بند تخت‌ها، سواران را سرنگون کردند. فیل‌های زخمی به دنبال شاپور مجروح، از صحنهٔ جنگ گریختند و در این حین آسیب زیادی به سپاه ایران وارد کردند.
با این وجود بهمن جادویه و گلینوش توانستند اعراب را شکست داده و سوارانشان را فراری دهند. سپس تیراندازان ایرانی آنان را تیرباران کردند، اتمام جنگ نزدیک بود که سعد برای چهارمین بار تکبیر کرد و فریاد الله اکبر او موجب تجدید حیات افرادش شد و این‌گونه آنان به سختی به پایداریشان ادامه دادند و چند ساعت پس از آغاز شب هر دو سپاه به اردوگاه‌های خود بازگشتند. گفته شد در روز ارماث، پانصد نفر تنها از قبیلهٔ بنی اسد که پیشرو سپاه اسلام بودند کشته شدند، گویا در روز اول نبرد اعراب تلفات زیادی داشتند و در همان روز فعالیت زنان نیز در جنگ آغاز شد و زخمی‌ها برای مراقبت کردن و مردگان برای دفن شدن به آنان سپرده شدند.

### روز دوم
اعراب روز دوم را با امید به رسیدن نیروی کمکی آغاز کردند و آن را «یوم اغواث» نامیدند، ابی عبیده فرمانده سپاه اسلام پس از فتح دمشق به دستور عمر، سپاه خود را به فرماندهی هاشم بن عتبة بن ابی‌وقاص و مقدمهٔ سپاه را به فرماندهی قعقاع بن عمرو به سوی سپاه تحت فرمان سعد فرستاد تا به آنان یاری برسانند. افراد سعد که به صحت این خبر اطمینان نداشتند با رسیدن مقدمهٔ سپاه و قعقاع نیرو یافتند و به مبارزه پرداختند. قعقاع که فردی شجاع و با تدبیر بود، نیروهای خود را به دسته‌های ده نفری تقسیم نمود و با ورود هر دسته به میدان نبرد، فریاد الله اکبر، به نشان شادی برمی‌خواست. نزدیک ظهر بود که هاشم و سپاه اصلی رسیدند و بی‌تعلل وارد میدان شدند و در این هنگام بین اعراب این سخن تکرار می‌شد: 
این همان مرد است که ابوبکر در حق او گفته سپاهی این مرد را در میان دارد و هرگز پا به فرار نمی‌دارد.
 قعقاع درخواست مبارزهٔ تن به تن کرد و بهمن جادویه گام جلو نهاد و هنگامی که با او روبه‌رو شد، قعقاع او را شناخت و فریاد انتقام و خونخواهی سر داد و در آخر موفق به کشتن بهمن جادویه شد. قتل جادویه، سردار بزرگ ایران توسط قعقاع موجب نیرو یافتن سپاه اسلام و تضعیف سپاه رستم شد، پس از مرگ او فیروزان و بندوان، برادران رستم برای جنگ تن به تن آماده شدند و حارث بن ظبیان نیز به قعقاع پیوست. بندوان در نبرد به دست حارث کشته شد اما در مورد مرگ فیروزان اختلاف نظر وجود دارد، برخی معتقدند او همان‌جا و به دست قعقاع کشته شد و برخی همچون عمرو بن شاس بر این باورند که او فرار کرده است و پس از مدتی در واقعه‌ای دیگر کشته شده است. ایرانیان در روز دوم نیز از فیل‌ها استفاده کردند؛ اما مسلمانان با انتخاب تعدادی شتر جسور و پوشاندن آنان با پالان و باجل، به آنان ظاهری ترسناک دادند، هر شتر را تعدادی پیاده‌نظام محافظت می‌کرد، سپس آن‌ها را روانه سپاه ایران و به سواران ایرانی حمله کردند و نتیجهٔ مطلوبی نیز دریافتند. زنان عرب در روز دوم نیز به دفن کردن مسلمانان کشته‌شده پرداختند و در نتیجه در صحنهٔ جنگ تنها اجساد سپاه رستم دیده می‌شدند که این باعث دلگرمی سپاه اسلام و از سوی دیگر باعث ناامیدی سپاه ایرانی می‌شد؛ زیرا آنان مدام همرزمان و دوستان خود را زیر سم اسبان و کشته شدگان می‌دیدند.

### روز سوم
در روز سوم، که «یوم عماس» گفته می‌شود جنگ شدیدتر و سخت‌تر از قبل بود، ایرانیان در روز سوم نیز از فیل‌ها استفاده کردند و آن‌هایی که تقریباً نیرو داشتند را وارد میدان نبرد کردند و اطراف هر فیل تعدادی سواره‌نظام و پیاده قرار دادند تا از آن‌ها مراقبت کنند و همین کار باعث شد که اسب‌های مسلمانان رم نکنند و حضور فیل‌ها در نبرد بی‌فایده و تقریباً بی‌اثر شد؛ سپس قعقاع بن عمرو چشم شاپور، فیل سفید سپاه ایران را کور کرد و باعث عقب‌نشینی آن شد. سپاه ایران در این زمان از سلاحی استفاده کرد که اعراب به آن «حسک» می‌گفتند، ایرانیان حسک را که مهره‌هایی آهنین و خاردار بودند، در میدان نبرد و بین سواران می‌ریختند و به این ترتیب مهره‌ها در سم اسب‌ها فرورفته و مانع پیشروی یا حملهٔ آنان می‌شدند. اعراب که آنان را مانع خود می‌دیدند اقدام به جمع‌آوری مهره‌ها نمودند. از طرفی در مدت این سه روز، اعرابی که در سپاه رستم بودند، او را ترک کرده، گریخته یا به مسلمانان پیوسته بودند، همچنین پیادگان و موالی نیز یا کشته شده‌بودند یا راه اعراب را در پیش گرفته‌بودند و تنها وفاداران به رستم و آنان که دفاع از سلطنت ساسانی را دفاع از وطن می‌دانستند باقی مانده‌بودند. جنگ در روز سوم، شکل فجیعی به خود گرفته‌بود و دو هزار نفر از سپاه اسلام کشته و مجروح شدند و تعداد به قدری زیاد بود که زنان نتوانستند به تمام کشته شدگان و مجروحان رسیدگی کنند و ده هزار کشته و مجروح ایرانی نیز در میدان نبرد افتاده‌بودند. در این روز خود هاشم بن عتبه به سپاه سعد پیوست که اگر حمایت او نبود اعراب به احتمال زیاد شکست میخوردند.

### لیلةالهریر
نبرد پس از آغاز شب نیز ادامه یافت و شب سوم در جنگ قادسیه «لیلةالهریر» نام گرفت، جنگجویان خسته و زخمی بودند با این وجود از جنگیدن دست نمی‌کشیدند و صدای نفس‌هایشان، فریادهایشان و سم اسبان سکوت شب را مانند زوزهٔ سگ‌ها و دیگر جانوران می‌شکست، به همین خاطر آن شب را لیلةالهریر نامیدند. در منابع دیگر آمده است که سعد در این شب قصد داشت که افراد خود را که بیشترشان تازه‌کار بودند، از میدان نبرد دور کند تا کمی استراحت کنند؛ اما تعدادی از ایرانیان به سوی سعد رفته او را باخبر کردند و او نیز در شب لیلةالهریر به ایرانیان شبیخون زد و جنگ از سر گرفته‌شد. برخی نیز از این شب با عنوان «لیلةالقادسیه» یاد می‌کنند.

### روز چهارم
در روز چهارم که همان «یوم القادسیه» است، شانس با سپاه اسلام یار شد و تندباد و طوفانی شروع به وزیدن کرد، گرد و خاک به سمت سپاهیان رستم وزید، در این هنگام موقعیت سپاه اسلام به گونه‌ای بود که گرد و خاک به پشت آنان اصابت می‌کرد اما مستقیم به روی ایرانیان برخورد می‌کرد؛ مشاهده و مبارزه برای آنان سخت شده‌بود و آنان را از جای خود کنده و به عقب می‌راند. باد خیمهٔ رستم را کند و قعقاع به سوی چادر او راه افتاد، اما پیش از آن رستم برای فرار از گرد و خاک در پناه شتری که زر حمل می‌کرد نشست؛ در این هنگام هلال بن علقه التیمی برای غارت بار شتر آمد و با شمشیر آن را برید و بار بر روی رستم افتاد و مهره‌های کمر او را شکست. رستم افتان و خیزان با کمر شکسته شده خود را به رود رسانید، اما هلال او را دنبال کرده و از آب بیرون کشید و بدون آنکه او را بشناسد، رستم را کشت و آنگاه با به مشام رسیدن بوی عطرش فهمید که او فرمانده سپاه ایران است. پس با خوشحالی به سوی تخت رستم رفت و فریاد زد: «به خداوند کعبه سوگند که من رستم را کشتم.» اعراب در اطراف تخت جمع شدند، اما از شدت گرد و خاک قادر به دیدن یکدیگر نبودند و در آخر رستم را زیر سم اسبان و آغشته به خون یافتند. در این بین سپاه ایران آشفته شد و عده‌ای کشته و عده‌ای نیز به دنبال گلینوش که به فرار مشهور بود، وارد آب شدند و غرق گشتند؛ درفش با ارزش کاویانی نیز که توسط یزدگرد به رستم داده‌شده‌بود به‌دست مسلمانان افتاد و سپاه یزدگرد شکست خورد.

## غنائم جنگی
در این نبرد درفش کاویانی که در جنگ‌ها همراه فرماندهٔ لشکر حمل می‌شد، به دست فردی به نام ضرار بن الخطاب نخعی افتاد و آن را به قیمت سی هزار درهم فروخت. درفش که مزین به جواهرات گرانبها بود نزد عمر فرستاده شد و بعد پاره‌پاره و تقسیم شد.

## علل شکست سپاه ایران
در کنار هم قرار گرفتن مجموعه‌ای از شرایط موجب شکست ایرانیان در برابر مسلمانان شد که این شرایط عبارتند از:
- وجود نفاق، دشمنی و خیانت بین سران لشکری و کشوری.
- انتخاب رستم فرخزاد توسط یزدگرد به عنوان فرمانده سپاه و فرستادن او به مقابله با سپاه اسلام، او نه تنها از روبه‌رویی با سپاه اسلام تردید داشت، بلکه فیروزان، رقیب خود را به آن خاطر که در غیابش نایب‌السلطنه پادشاه نشود با خود همراه کرد، حضور فیروزان در این نبرد باعث می‌شد که او جانشین انتخابی برای رستم باشد و شاید به همین خاطر سپاه ایران فاقد جانشینی برای فرمانده کل بود. نبود جانشین مشخص، موجب شد که پس از مرگ رستم شخصی نباشد که سربازان را جمع کرده و کنترل اوضاع را به دست بگیرد.[۶۵]
- از طرفی نفوذ یافتن روحانیون زرتشتی در دربار ساسانی موجب شد، با پیروان ادیان دیگر که ساکن ایران بودند بدرفتاری شود و این افراد به مسلمانان روی بیاورند.[۶۶]
- حضور فیل‌ها در صحنهٔ نبرد دلیل دیگر شکست ایرانیان بود، هنگامی که در روز دوم فیل‌های مجروح اقدام به فرار کردند باعث لگدمال شدن سپاه ایران شدند و در روز سوم احاطه کردن آنان توسط سواره‌ها و پیاده‌ها باعث شد که ترس اسب‌های سپاه اسلام از بین برود و دوباره زخمی شدن فیل‌ها موجب رم کردن آن‌ها و آسیب دیدن سپاه ایران شد.[۶۷]
- از دیگر عوامل شکست سپاه ایران مهره‌های خارداری بود که ایرانیان در این نبرد استفاده می‌کردند؛ زیرا آن مهره‌ها تنها موجب درماندگی مسلمانان نمی‌شد بلکه لشکر ایران نیز با وجود آن‌ها نمی‌توانست به جلو پیشروی کند، به سبب آنکه این مهره‌ها در سم اسبان فرومی‌رفت و مانع حرکت آن‌ها می‌شد. سربازان ایرانی از بیم همان مهره‌ها تلاشی برای جلو رفتن نمی‌کردند، درحالی که اعراب با آگاه شدن از وجود مهره‌ها مسیر حملهٔ خود را تغییر داده و ایرانیان را میان خود و مهره‌ها محاصره کردند.[۶۷]
- روش دیگری که ایرانیان در این نبرد استفاده کردند و باعث تضعیف لشکر شد، چیزی بود که مورخان به اصطلاح آن را «ذات السلاسل» می‌نامند، در این روش جنگجویان با زنجیر به صورت صف به هم متصل می‌شدند تا اعراب نتوانند وارد قلب لشکر شوند؛ اما این کار موجب می‌شد که با مجروح یا کشته شدن یکی از مبارزان، سنگینی و وزن او بر روی دوش دیگران قرار بگیرد.[۶۷]
- سنگین اسلحه بودن ایرانیان از دلایل دیگر شکست آنان بود، درحالی که وجود مقدار زیادی آهن به واسطه زره، کلاهخود و زانوبند و ساعدبند باعث سنگینی و در نهایت خستگی ایرانیان می‌شد، اعراب تنها سلاحی سبک همراه داشتند و هنگامی که می‌دیدند نمی‌توانند با سلاحشان کاری از پیش ببرند، به سربازان ایرانی حمله کرده و با آویختن خود به آنان، زمینشان می‌زدند و زره را از آنان جدا کرده و آنان را می‌کشتند.[۶۸]
- اما مهم‌ترین علت شکست سپاه رستم عاملی طبیعی بود. وزیدن بادی سخت و ایجاد طوفان موجب شد که خاک و ریگ در چشم سپاهیان ایران فرورود و اعراب که پشتشان به طوفان قرار داشت در امان ماندند و ایرانیان کور و ناتوان را شکست دادند. مورخان بر این باورند که بخت با ایرانیان یار نبوده است و طبیعت بیشتر از نیزه و شمشیر در شکست آنان نقش داشته است.[۶۹]
- شکست سپاه ایران در سال ۶۲۷ م از سپاه هِرَقل قیصر روم در نبرد نینوا نیز یکی از زمینه‌های شکست ایرانیان در نبرد قادسیه گفته شده است و سپس هنگامی که ایرانیان بر روی محافظت از سرحدات غربی متمرکز بودند، با روی کار آمدن هیاطله و سپس اتراک در شرق بسیاری از ولایات شرقی خود را از دست دادند و در شمال نیز با خزرها و ترک‌ها درگیر شدند، به این علت هنگام حملهٔ مسلمانان از جنوب غربی، سرزمین ایران که فاقد سرحدّات محکم طبیعی شده‌بود توان مبارزه و دفاع در برابر تمامی دشمنان را نداشت.[۷۰]

## عوامل مؤثر در پیروزی مسلمانان در برابر ایرانیان
در حملاتی که مسلمان به سرزمین‌های ایرانی داشتند نیز عواملی چند به یاری آنان رسید و موجب پیروزی مسلمانان شد که عبارتند از:
- وحدت دینی که در میان مسلمانان بود، چیزی که ایرانیان فاقد آن بودند و موجب اتحاد و قدرت مسلمانان در مقابل ضعف ایرانیان می‌شد.[۷۱]
- اعراب که در شرایط سختی زندگی می‌کردند و از رفاه زیادی برخوردار نبودند با پیروزی در چند نبرد و مشاهده غنائم جنگی، رغبت بیشتری برای حملاتشان پیدا کردند و با تمام توان به نبرد پرداختند و معتقد بودند که در صورت پیروزی به غنیمت و ثروت خواهند رسید و در صورتی که کشته شوند، شهید شده و به بهشت خواهند رسید.[۷۲]
- از دیگر عوامل پیروزی اعراب عادت آنان به گرمای شدید و سختی‌های زندگی صحرایی بود که موجب می‌شد آنان شرایط بهتری در مقابل جنگجویان ایرانی داشته باشند.[۷۳]

## رخدادهای پس از نبرد قادسیه
اعراب پس از پیروزی در نبرد قادسیه، با بی‌دفاع دیدن زمین‌های حاصلخیز سواد عراق، آن‌ها را تصرف کردند و ارمنی‌های ساکن ایران که اعراب را نجات‌بخش خود می‌دیدند، تحت فرمان مسلمانان درآمدند. با پیروزی در این نبرد، ساحل چپ فرات به دست مسلمانان افتاد. یزدگرد در این هنگام به فکر آن افتاد که پایتخت خود را استخر یا شهری دیگر اعلام کند؛ اما روحانیون زرتشتی که معتقد بودند این کار به معنای ترس از اعراب است و موجب جرئت گرفتن مسلمانان می‌شود با او مخالفت کردند و دو ماه پس از این پیروزی بود که مسلمانان به دستور خلیفه به سوی پایتخت ساسانیان تاختند.

### سقوط مدائن
مدائن با توجه به معنی که دارا است تشکیل شده از هفت شهر، تیسفون، به‌اردشیر، سلوکیه، رومیه، درزیجان، ساباط و اسبانبر بود؛ اطراف این شهرها دیوارهای بلندی به صورت حصار قرار داشت. پادشاه ساسانی در کاخ سفید واقع در تیسفون سکونت داشت و ایوان مدائن در شهر اسبانیر قرار داشت. محاصره کردن بخش‌های غربی مدائن نخستین اقدام مسلمانان پس از پیروزی در نبرد قادسیه بود. گفته شده است مدت محاصره به قدری طولانی بود که اعراب دو بار خرمای تازه خوردند. ساکنان مدائن گرفتار قحطی شدند به گونه‌ای که مردم ساباط خواستار صلح با اعراب شدند و با قبول پرداخت جزیه خود را از سختی رها کردند. مردم رومیه، شهر را ترک کردند و هنگامی که اعراب وارد شهر شدند از آنجا می‌توانستند کاخ سفید تیسفون را مشاهده کنند و با مشاهدهٔ آن اعراب تکبیر گفتند. با ورود اعراب به تیسفون که نگهبانان شهر آنان را دیو می‌خواندند، یزدگرد به همراه نزدیکان و گنج‌هایش شهر را ترک کرد و گریخت؛ بدین ترتیب دروازه‌های مدائن به روی مسلمانان و اعراب گشوده شد. گفته شد که به هر یک از سپاهیان سعد، دوازده هزار درهم غنیمت رسید و در این زمان تعداد سپاهیان او شصت هزار نفر بوده است و سعد چون به کاخ رسید هشت رکعت نماز شکر به جا آورد.